# Vía Verde de la Sierra de la Demanda
El Camino Natural Vía Verde de la Sierra de la Demanda es una ruta que discurre por el itinerario de un antiguo ferrocarril, construido en 1902, que transportaba mineral desde Barbadillo de Herreros a Villafría. El sendero acondicionado como Camino natural y vía verde es de 52 km, entre Arlanzón y Monterrubio de la Demanda (Burgos). La conservación de esta vía verde es realizada por la Mancomunidad de los seis municipios que atraviesa. Dada la escasa población de la zona y el pequeño presupuesto de todos los ayuntamientos implicados, la ruta tiene graves problemas de mantenimiento.
Esta ruta se encuentra dentro de la Red de Caminos Naturales del Ministerio de Agricultura, Pesca y Alimentación.

## Localización
Hoy en día, la vía verde se extiende entre Arlanzón (donde se encuentra la única estación de la línea) y Monterrubio de la Demanda. Desde hace varios años, se baraja la posibilidad de prolongar el recorrido desde Arlanzón hasta los yacimientos arqueológicos de la Sierra de Atapuerca, parte de los cuales fueron descubiertos por las obras del ferrocarril minero.

## Historia
En el año 1896, la compañía inglesa "The Sierra Company Limited" consigue la autorización para construir un ferrocarril de vía métrica para transportar el hierro de las minas de la Sierra de la Demanda hasta Burgos, y una vez allí transportarlo hasta las siderurgias vascas por la línea Burgos-Bilbao. En 1901, se inaugura el trayecto. Poco tiempo después se le concede la licencia para transportar pasajeros, aunque solo realiza servicios de mercancías. A pesar de todo, la línea acaba siendo deficitaria, por lo caro que resultaba el transporte hasta Bilbao, y acaba siendo cerrada en 1910. En 1947 se desmantelan las vías y cae en el abandono.
A principios de este siglo nace la idea de convertir parte del trazado del tren en una vía verde para el disfrute de caminantes, jinetes y ciclistas, y es finalmente ejecutada en el marco de la Red de Caminos Naturales del Ministerio de Agricultura, Pesca y Alimentación e inaugurada en el año 2004.

## Descripción

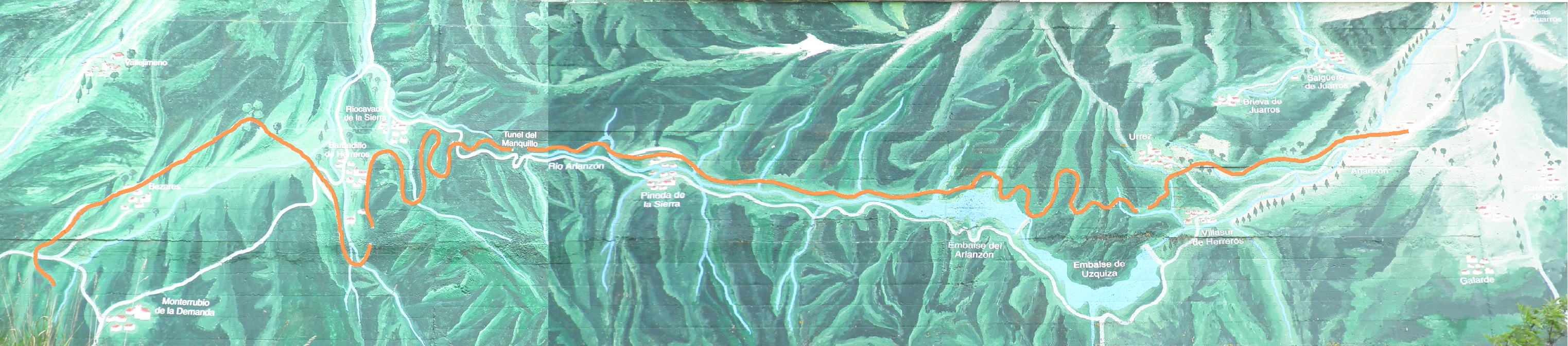
Mapa del recorrido de la Vía Verde

A lo largo de los 54 km. de recorrido de este camino encontraremos una gran variedad de flora (pinos, hayas, robles, berezos...) y fauna (aves rapaces, ardillas, zorros, corzos, jabalíes...). Saliendo de Arlanzón por el antiguo puente ferroviario, la vía discurre entre pinos y fresnos, hasta que se adentra en un denso bosque de rebollos de camino al embalse de Arlanzón. En el km. 10 se encuentra el primer túnel, que no es transitable por hundimiento y que se salva por una pista de fuerte pendiente. Unos pocos km. más adelante se llega al embalse, donde hay varias áreas de descanso con bancos, mesas, aparcabicis, etc. En el km. 23, la vía llega a Pineda de la Sierra, villa declarada Bien de Interés Cultural con la categoría de conjunto histórico-artístico, con casas de arquitectura serrana y su iglesia románica porticada. Hasta ahora, al llegar la vía verde al pueblo, esta se cortaba y había que transitar por la carretera durante un trecho, ya que los terrenos habían sido ocupados por un particular que reclamaba su posesión. En 2009, el Tribunal Supremo da la razón al ayto. de Pineda de la Sierra en su litigio con el particular, y avanza su voluntad de rehabilitar el tramo ocupado.
El camino sigue paralelo al río Arlanzón, y encajonado entre las sierras de Mencilla y San Millán. En el km. 31 se encuentra el túnel del Manquillo, por el que el tren salvaba el puerto del mismo nombre. Hoy en día también está cerrado al tránsito por su mal estado, por lo que la vía sigue por una cuesta muy pendiente (es en este punto donde existe una mayor dificultad en el recorrido). Una vez coronado el puerto, la ruta va descendiendo entre cerradas curvas y bosques de hayas. En el km. 40 se encuentra el último túnel del recorrido, y el único abierto a la circulación. Desde aquí, una pista de tierra conecta la vía verde con Riocavado de la Sierra. En el km. 44 se encuentra Barbadillo de Herreros, pueblo de pasado minero donde se puede visitar un horno y otros restos de las antiguas ferrerías. El camino sigue en zig-zag por un rebollar hasta llegar a la antigua aldea de Bezares (hoy en día solo hay una explotación agrícola), poco después se llega al km. 52 (final de la vía), donde existe un área recreativa muy bien equipada (La Pradera) con una cabaña, fuente y parrillas. Por una pista asfaltada de dos km. se llega a Monterrubio de la Demanda, pueblo en el que acaba el recorrido.

## Galería

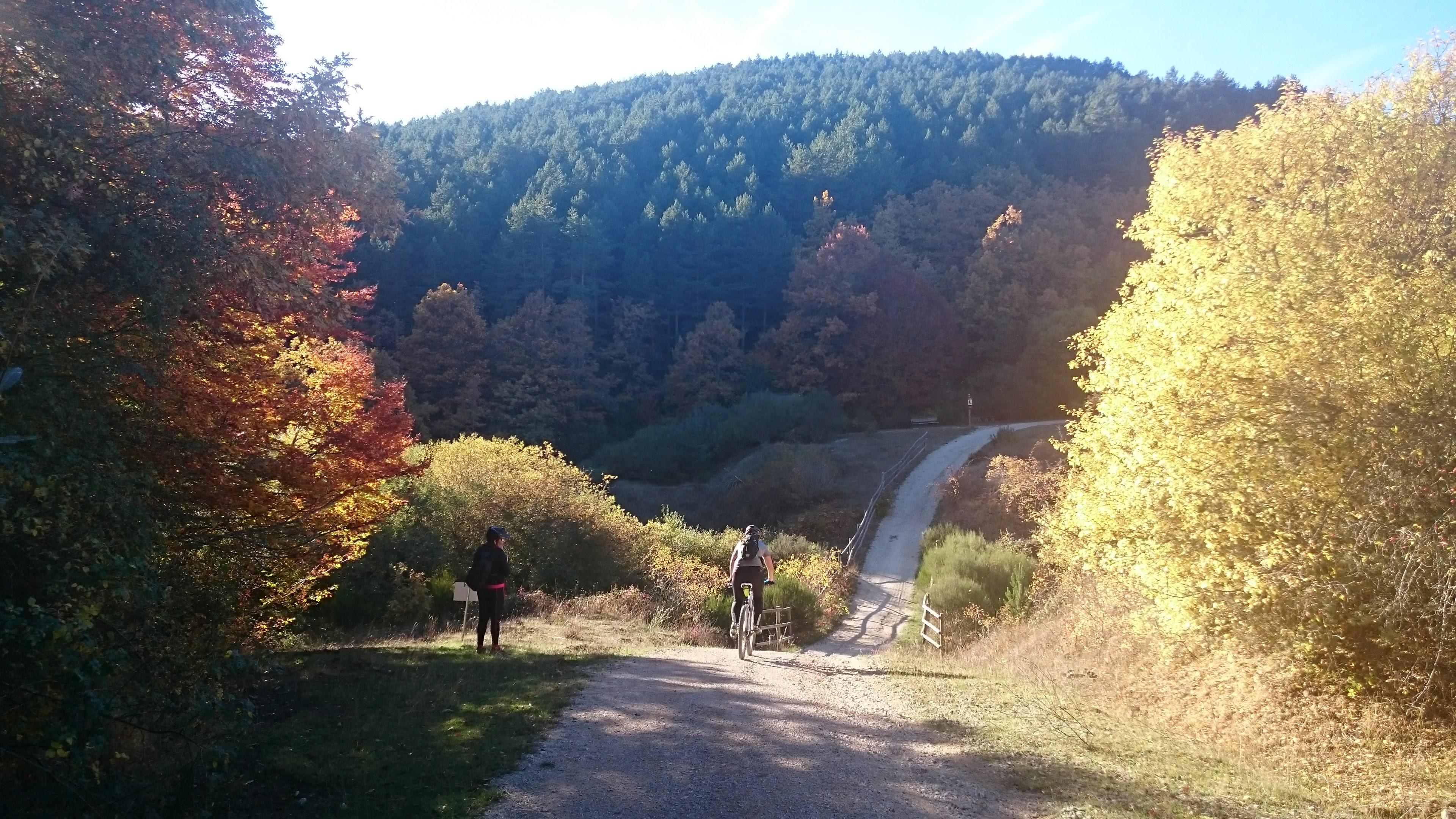
La vía verde en otoño.
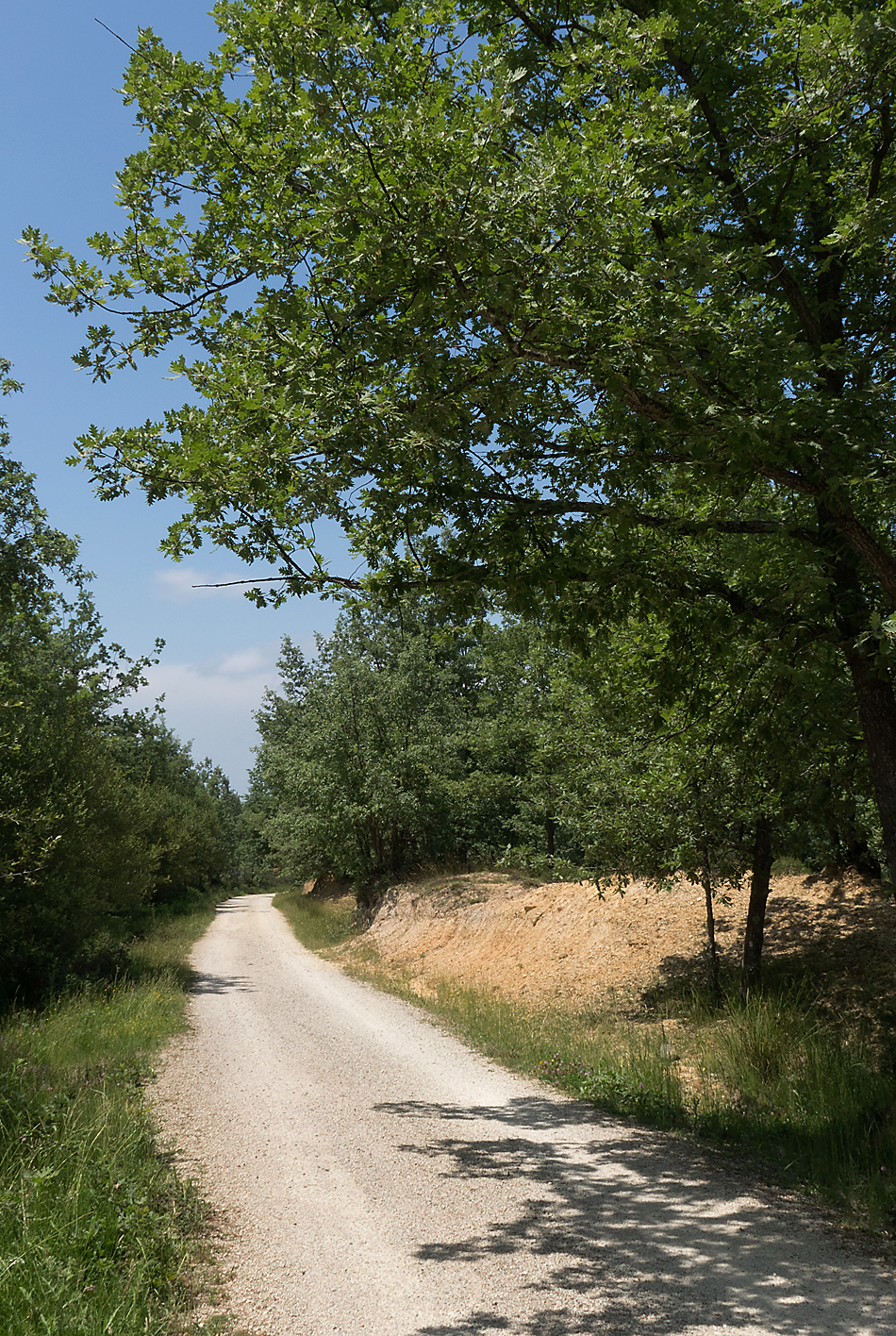
La vía verde en verano.
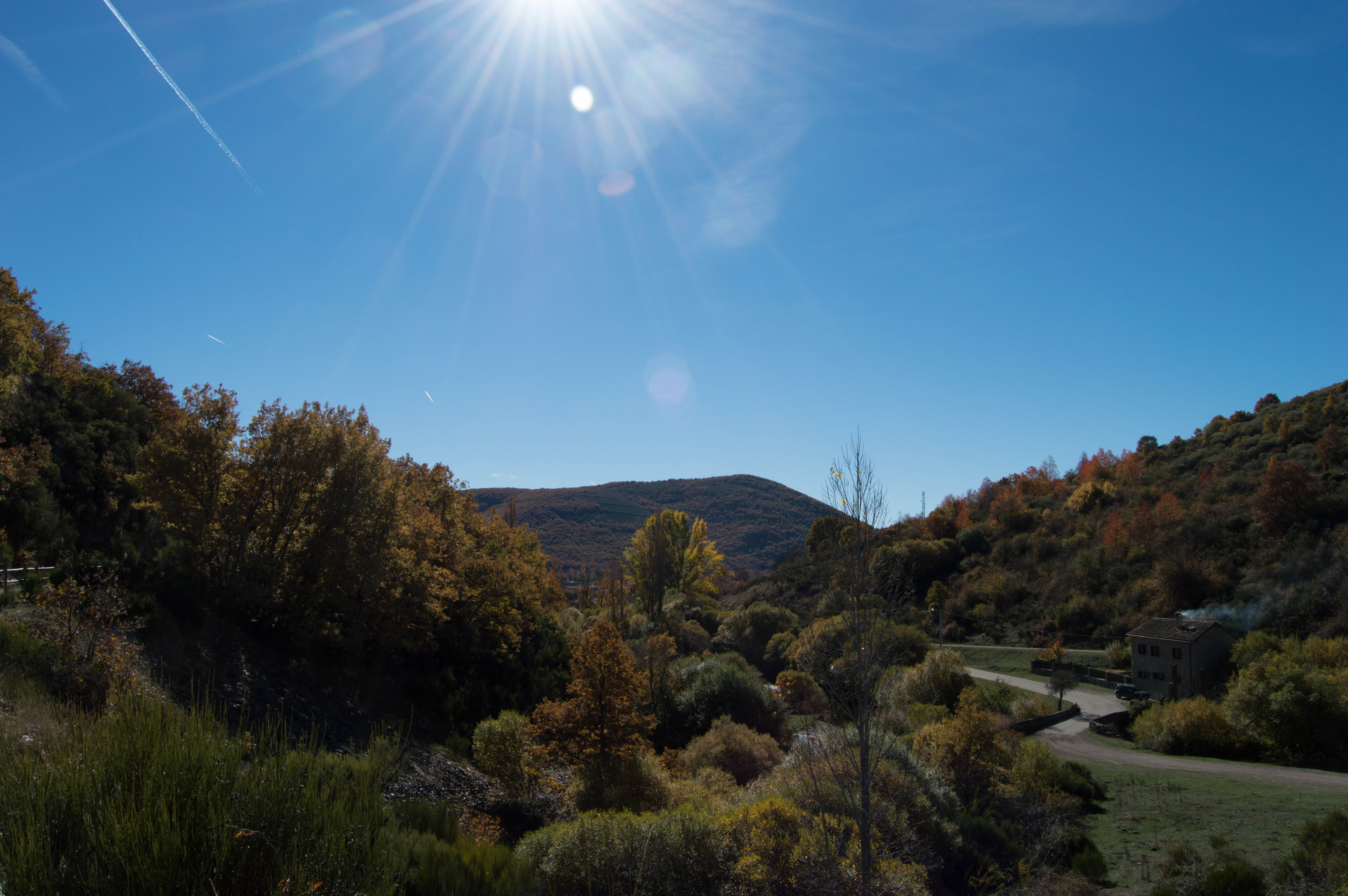
La vía verde a su paso por Barbadillo de Herreros.